# Edward Gorzkowski
Edward Gorzkowski (ur. 6 marca 1908 w Łodzi, zm. 8 lutego 1982 w Poznaniu) – polski lekarz-internista, naukowiec i nauczyciel akademicki, profesor Pomorskiej Akademii Medycznej w Szczecinie.

## Lata 1932–1945
Edward Gorzkowski ukończył studia medyczne i uzyskał stopień doktora medycyny w Uniwersytecie Poznańskim w 1932 roku. W latach 1934–1935 pracował na Oddziale Wewnętrznym Szpitala Międzykomunalnego w Kaliszu.

### Służba w armii II Rzeczypospolitej
W latach 1932–1933 odbył obowiązkową służbę wojskową w Szkole Podchorążych Rezerwy Sanitarnych w Warszawie. W 1935 został powołany do zawodowej służby wojskowej i w stopniu podporucznika przydzielony do 7 Szpitala Okręgowego w Poznaniu. Odbył staż na Oddziale Wewnętrznym. Mieszkał w Poznaniu przy ulicy Przecznica 6. W 1939 pełnił służbę w 15 pułku Ułanów Poznańskich w Poznaniu na stanowisku lekarza. Przed wybuchem II wojny światowej awansował na kapitana w korpusie oficerów służby zdrowia.
W czasie kampanii wrześniowej walczył w szeregach 15 pułku Ułanów Poznańskich między innymi w bitwie nad Bzurą. Po wojnie, na wniosek dowódcy Wielkopolskiej Brygady Kawalerii, gen. bryg. Romana Abrahama został odznaczony Krzyżem Srebrnym Virtuti Militari. W latach 1939–1945 był jeńcem w obozach Brunszwik i Oflag II C Woldenberg (późnej – Dobiegniew).

## Okres powojenny

### Służba w ludowym Wojsku Polskim
W 1945, po uwolnieniu z niewoli, został przyjęty do Wojska Polskiego, zweryfikowany w stopniu majora i wyznaczony na stanowisko naczelnego terapeuty 69. Szpitala Okręgowego w Lublinie, a później naczelnego internisty Lubelskiego Okręgu Wojskowego w Lublinie. Od marca do lipca 1946 był szefem Katedry Medycyny Wojskowej przy Wydziale Lekarskim Uniwersytetu Marii Curie-Skłodowskiej w Lublinie. Następnie awansował na podpułkownika.

### Lata 1946–1977
Po zwolnieniu z wojska rozpoczął pracę w I Klinice Chorób Wewnętrznych UMCS w Lublinie. W latach 1947–1950 pracował jako adiunkt w II Klinice Chorób Wewnętrznych Uniwersytetu Poznańskiego.
W roku 1951 Edward Gorzkowski przeniósł się do Szczecina, gdzie powstawała nowa uczelnia – Pomorska Akademia Medyczna. W roku 1954 otrzymał stanowisko docenta, a w 1967 – profesora zwyczajnego. W latach 1953–1956 był prorektorem PAM ds. klinicznych.
W Akademii w 1948 roku utworzono początkowo Oddział Chorób Wewnętrznych (kier. dr Julian Świątkiewicz), a następnie Klinikę i Katedrę Chorób Wewnętrznych, kierowaną w latach 1948–1950 przez prof. Jakuba Węgierko (pierwszego rektora PAM) i doc. dra hab. med. Stanisława Łuczyńskiego. Edward Gorzkowski objął to stanowisko w roku 1951 (początkowo jako zastępca profesora). Utworzył w Klinice nowe pracownie – biochemiczną i hematologiczną oraz specjalistyczne gabinety: chorób obwodowych naczyń krwionośnych, diabetologiczny i hematologiczny. Przedmiotem publikacji naukowych Gorzkowskiego (ponad 60 artykułów) były przede wszystkim problemy:
- obwodowego ciśnienia żylnego,
- niedokrwistości w przewlekłej niewydolności nerek,
- przetaczania krwi,
- medycyny przemysłowej.

Poza pracą w Klinice:
- tworzył oddziały chorób wewnętrznych w szpitalach powiatowych województwa i szkolił kadrę medyczną tych oddziałów,
- utworzył ośrodek naukowy w Połczynie-Zdroju,
- doprowadził do reaktywacji lecznictwa sanatoryjno-szpitalnego w Świnoujściu i Kamieniu Pomorskim.

Był członkiem Towarzystwa Internistów Polskich (założycielem Oddziału Szczecińskiego). Należał też do wielu innych specjalistycznych towarzystw krajowych i zagranicznych.
Pochowany na Cmentarzu na Junikowie.

## Odznaczenia i wyróżnienia
Edward Gorzkowski został odznaczony m.in. Srebrnym Krzyżem Virtuti Militari i Krzyżem Walecznych. Otrzymał tytuł członka honorowego TIP i liczne nagrody naukowe.